# Po Lam (stacja MTR)
Po Lam (chiński: 寶琳) – jedna ze stacji MTR, systemu szybkiej kolei w Hongkongu, na Tseung Kwan O Line. Została otwarta 18 sierpnia 2002. 
Znajduje się w obszarze Po Lam, w dzielnicy Sai Kung.